# Liste der denkmalgeschützten Objekte in Mikulášovice
Grundlage dieser Liste der denkmalgeschützten Objekte in Mikulášovice ist die ÚSKP-Liste (Ústřední seznam kulturních památek České republiky, deutsch Zentrale Liste der Kulturdenkmäler der Tschechischen Republik), die von der tschechischen Denkmalschutzbehörde NPÚ (Národní památkový ústav, deutsch Nationale Denkmalbehörde) seit 1987 geführt wird und an die seit dem Jahr 1850 geschaffenen Listen anschließt.

## Denkmalgeschützte Objekte nach Ortsteilen

### Mikulášovice(Nixdorf)
| Lage                                            | Objekt                              | Beschreibung                                                                       | ÚSKP-Nr.                  | Bild                |
| ----------------------------------------------- | ----------------------------------- | ---------------------------------------------------------------------------------- | ------------------------- | ------------------- |
| Mikulášovice (Standort)                         | Nikolauskirche                      | Barockkirche des hl. Nikolaus (1751)                                               | 16253/5-3858 Info Katalog | weitere Bilder      |
| Mikulášovice 2 (Standort)                       | Haus Nr. 2                          | Barockes Bürgerhaus mit Mansarddach                                                | 22205/5-3861 Info Katalog | Haus Nr. 2          |
| Mikulášovice 4 (Standort)                       | Alte Apotheke Nr. 4                 | neben der Sternwarte Nr. 1002                                                      | 44098/5-5447 Info Katalog | Alte Apotheke Nr. 4 |
| Mikulášovice 4, 6, 1002 (Standort)              | Sternwarte Nr. 1002                 | Areal am Observatorium, Doppelhaus Nr. 4 und 1002 (früher Apotheke und Sternwarte) | 12048/5-5447 Info Katalog | weitere Bilder      |
| Mikulášovice 5 (Standort)                       | Bauernhaus Nr. 5                    | Fachwerkhaus (vermutlich das älteste im Ort), jetzt Restaurant und Hotel “Ron”     | 24120/5-3862 Info Katalog | weitere Bilder      |
| Mikulášovice 311 (Standort)                     | Haus Nr. 311                        | Umgebindehaus mit Schieferverkleidung                                              | 101489 Info Katalog       | Haus Nr. 311        |
| Mikulášovice 449 (Standort)                     | Bauernhaus Nr. 449                  | Holzgezimmertes Haus mit Umgebinde                                                 | 12336/5-5495 Info Katalog | Bauernhaus Nr. 449  |
| Mikulášovice 450 (Standort)                     | Bauernhaus Nr. 450                  | Umgebindehaus mit Schieferverkleidung                                              | 12335/5-5494 Info Katalog | Bauernhaus Nr. 450  |
| Mikulášovice 516 (Standort)                     | Bauernhaus Nr. 516                  | Bauernhaus mit Schieferverkleidung                                                 | 12334/5-5493 Info Katalog | Bauernhaus Nr. 516  |
| Mikulášovice (Standort)                         | Dreifaltigkeitskapelle              | Dreifaltigkeitskapelle, errichtet 1741–1742                                        | 18739/5-3859 Info Katalog | weitere Bilder      |
| Mikulášovice (Standort)                         | Drei-Väter-Kapelle (Kaple Tří otců) | Barockkapelle (1710), sogen. Drei-Väter-Kapelle, weil von 3 Vätern gestiftet       | 49088/5-3860 Info Katalog | weitere Bilder      |
| Mikulášovice, in der Nähe von Nr. 67 (Standort) | Wähner-Kapelle                      | Barockkapelle (1718)                                                               | 11449/5-5778 Info Katalog | weitere Bilder      |

### Tomášov (Thomasdorf)
| Lage               | Objekt   | Beschreibung | ÚSKP-Nr.                  | Bild     |
| ------------------ | -------- | ------------ | ------------------------- | -------- |
| Tomášov (Standort) | Kruzifix | Sühnekreuz   | 44067/5-5385 Info Katalog | Kruzifix |

### Salmov (Salmdorf)
| Lage              | Objekt            | Beschreibung         | ÚSKP-Nr.                  | Bild           |
| ----------------- | ----------------- | -------------------- | ------------------------- | -------------- |
| Salmov (Standort) | Herz-Jesu-Kapelle | Barockkapelle (1812) | 10834/5-5643 Info Katalog | weitere Bilder |